# 핑시푸역

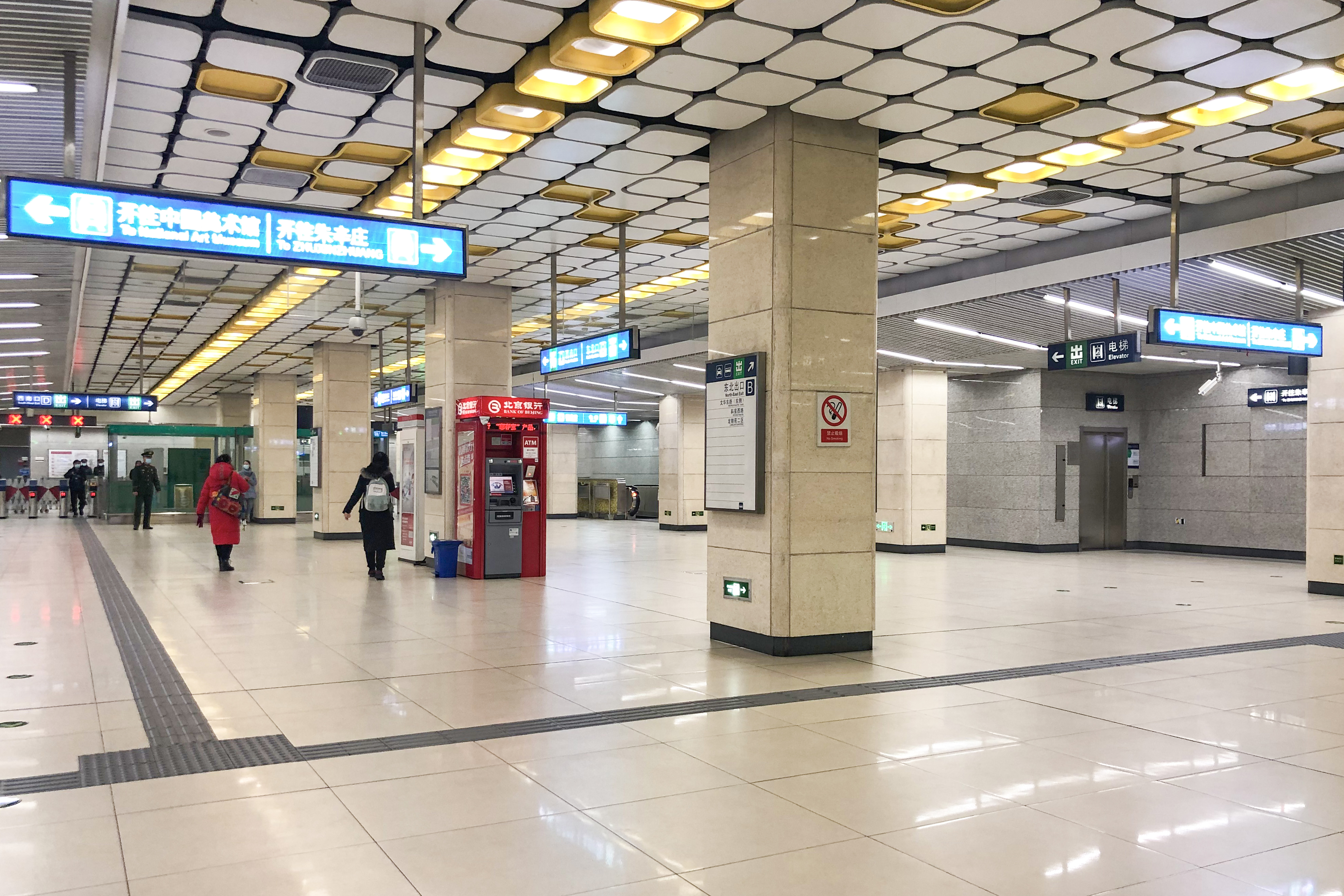
대합실 (2021년 3월)

핑시푸역(중국어: 平西府站)은 중국 베이징시 창핑구 둥샤오커우 지구·훠잉 가도 접경의 후이난 북로·웬화 동로 교차로에 위치한 베이징 지하철 8호선의 지하철역이다. 2013년 12월 28일 8호선 북부 연장선과 함께 개장되었다.

## 위치
핑시푸역은 후이난 북로(동서방향)과 웬화 동로(남북방향) 교차로의 동북쪽에 위치하며, 남쪽으로 핑시푸 차량단(平西府车辆段)이 있으며, 동서방향으로 배치되어 있다. 이름은 “핑시푸(平西府)”지만 실제로는 핑시푸 마을에서 멀리 떨어져 있으며, “평서부(平西府)”는 역사적 지명으로 인근 지역 내에서 높은 명성과 강한 인지도 때문에 역명으로 선정되었다.

## 역 구조
핑시푸역은 지하 2층의 상대식 승강장으로 설계되었으며, 역 위에는 핑시푸 차량단과 함께 상개개발(上盖开发)이 진행되었고, 3층(국지 4층)의 상업건물이 들어서고, 지하에도 일부 상업개발공간이 있다. 상업개발에 맞춰 역 구조는 경간이 45.8m로 일반 지하철역의 20m보다 훨씬 커서 상층부 상업개발 공간 활용이 원활하다.
| 지면층          | 가도                                | B-D출구                                 |
| 지하 1층        | 대합실                              | 고객 센터, 자동매표기, 개집표기         |
| 지하 2층 승강장 | 상대식 승강장, 오른쪽 출입문이 열림 | 상대식 승강장, 오른쪽 출입문이 열림     |
| 지하 2층 승강장 | ←                                   | ■ 8호선 주신좡 방면(위즈루)             |
| 지하 2층 승강장 | →                                   | ■ 8호선 중국미술관 방면(후이룽관둥다제) |
| 지하 2층 승강장 | 상대식 승강장, 오른쪽 출입문이 열림 |                                         |

## 출구
|                         |                            |
| 출구                    | 출구 인근                  |
| 出口 · B                | 후이난 북로(回南北路) 북측 |
| 出口 · D · 1            | 후이난 북로(回南北路) 북측 |
| 出口 · D · 2            | 후이난 북로(回南北路) 북측 |
| 出口 · D · 3            | 후이난 북로(回南北路) 남측 |
| 아이콘 설명: 엘리베이터 |                            |